# Tiếng Ireland nguyên thủy
Tiếng Ireland nguyên thủy (tiếng Ireland: Gaeilge Ársa) là dạng cổ nhất được biết đến của tiếng Ireland và cũng là ngôn ngữ Goidel cổ nhất. Những vết tích ghi nhận ngôn ngữ này chủ yếu chỉ có tên riêng, được đục trên đá bằng chữ ogham ở Ireland và mạn tây đảo Anh trong quãng thời gian từ thế kỷ IV đến VII-VIII.

## Đặc điểm
Sự giải mã Ogham cho thấy sự tương đồng về hình thái và sự biến tố với những ngôn ngữ Ấn-Âu cổ khác như tiếng Gaul, tiếng Latinh, tiếng Hy Lạp cổ đại hay tiếng Phạn. Nhiều nét của tiếng Ireland hiện đại (và trung đại), như sự biến đổi phụ âm đầu, sự phân biệt phụ âm "rộng" và "hẹp" cũng như cụm phụ âm đều chưa xuất hiện.
Hơn 300 bản khắc ogham có mặt ở Ireland, trong đó 121 ở hạt Kerry và 81 ở hạt Cork và trên 75 bản khác nằm ngoài Ireland tại tây đảo Anh và đảo Man, gồm 40 ở Wales, nơi người Ireland di cư đến vào thế kỷ III, và chừng 30 ở Scotland, dù một vài trong số này khắc tiếng Pict. Những bản khắc ở đảo Anh thường song ngữ Latinh-Ireland; tuy vậy, không có bản nào có thấy sự ảnh hưởng của Kitô giáo, nên nhiều khả năng chúng đều được khắc trước năm 391, khi Kitô giáo trở thành quốc giáo của Đế quốc La Mã.
Đa số bản khắc ogham là bia tưởng niệm, gồm tên người đã khuất được biến cách theo cách sở hữu, theo sau là MAQI, MAQQI, "con trai của" (tiếng Ireland hiện đại mic), rồi tên cha anh ta, hoặc AVI, AVVI, "cháu của", (tiếng Ireland hiện đại uí) rồi tên của ông anh ta: ví dụ DALAGNI MAQI DALI, "[hòn đá] của Dalagnos con trai Dalos". Đôi khi dùng cụm từ MAQQI MUCOI ("con trai bộ tộc") để thể hiện sự gắn kết với bộ tộc.